# Lena Nitro
Lena Nitro (née le 16 juin 1987 à Berlin) est une actrice pornographique allemande. 
En 2010, elle remporte dans son pays plusieurs prix pour ses premières scènes. La presse voit en elle une étoile montante du X.
En 2017, elle devient sponsor maillot du club de football du SV Oberwürzbach évoluant en sixième division allemande. La même année elle obtient, le Venus Awards de la meilleure actrice européenne face aux Tchèques Angel Wicky et Nikky Dream.